# گل برای پوجا
گل برای پوجا (به هندی: Pooja Ke Phool) فیلمی محصول سال ۱۹۶۴ و به کارگردانی ای. بهیمسینگ است. در این فیلم بازیگرانی همچون آشوک کومار، مالا سینها، درمندرا، نیممی، نانا پالشیکار، لیلا چیتنیس ایفای نقش کرده‌اند.